# Бургермайстер, Рето
Рето Бургермайстер (нем. Reto Burgermeister; род. 7 сентября 1975, Пфеффикон, Цюрих) — швейцарский лыжник и лыжный тренер, участник трёх Олимпийских игр, призёр этапов Кубка мира. Специалист дистанционных гонок. Начиная с сезона 2011/12 гг. является старшим тренером сборной России по лыжным гонкам и тренирует небольшую группу, в которую входили Александр Легков и Илья Черноусов (по сезон 2013/14 гг. включительно), а начиная с сезона 2014/2015 — Глеб Ретивых, Станислав Волженцев, Евгений Белов и Сергей Устюгов.

## Карьера
В Кубке мира Бургермайстер дебютировал 9 декабря 1995 года, в январе 2003 года первый раз в карьере попал в тройку лучших на этапе Кубка мира. Всего имеет на своём счету два попадания в тройку лучших на этапах Кубка мира. Лучшим достижением Бургермайстера в общем итоговом зачёте Кубка мира является 31-е место в сезоне 2003/04.
На Олимпийских играх 1998 года в Нагано занял 49-е место в гонке на 50 км свободным стилем и 6-е место в эстафете.
На Олимпийских играх 2002 года в Солт-Лейк-Сити был 9-м в гонке на 15 км классическим стилем, 41-м в гонке преследования, 10-м в эстафете и 37-м в гонке на 50 км классическим стилем.
На Олимпийских играх 2006 года в Турине стартовал в трёх гонках: скиатлон 15+15 км — 59-е место, командный спринт — 15-е место и эстафета — 7-е место.
За свою карьеру принимал участие в шести чемпионатах мира, лучшим результатом является 5-е место в эстафете на чемпионате мира 2003 года, а в личных гонках — 10-е место в масс-старте на 30 км классическим стилем на том же чемпионате.
Использовал лыжи производства фирмы Fischer, ботинки и крепления Salomon.
Завершил спортивную карьеру в сезоне 2009/10, после чего стал работать лыжным тренером. Начиная с сезона 2011/12 по сезон 2013/14, был личным тренером российских лыжников Александра Легкова и Ильи Черноусова. Начиная с сезона 2014/15 у Рето Бургермейстера тренируется группа из четверых российских лыжников: Глеб Ретивых, Станислав Волженцев, Евгений Белов и Сергей Устюгов

## Награды
- Орден Дружбы (22 марта 2014 года, Россия) — за большой вклад в развитие международного олимпийского и паралимпийского движения и заслуги в подготовке российских спортсменов[6][7].